# Rugby Roma Olimpic 2009-2010

## Super 10 2009-10

### Stagione regolare
| Incontro                           | Andata | Ritorno |
| ---------------------------------- | ------ | ------- |
| Parma — Rugby Roma Olimpic         | 30-10  | 6-12    |
| Rugby Roma Olimpic — I Cavalieri   | 22-15  | 6-22    |
| Rugby Roma Olimpic — Rovigo        | 26-27  | 13-35   |
| Viadana — Rugby Roma Olimpic       | 29-10  | 26-18   |
| Rugby Roma Olimpic — Benetton      | 19-34  | 26-61   |
| Veneziamestre — Rugby Roma Olimpic | 8-57   | 19-19   |
| Rugby Roma Olimpic — Petrarca      | 19-13  | 6-32    |
| L’Aquila — Rugby Roma Olimpic      | 6-16   | 13-23   |
| Rugby Roma Olimpic — GRAN Parma    | 30-10  | 7-13    |

#### Risultati della stagione regolare
| Posizione | G  | V | N | P  | PF  | PS  | DP  | B | Pt |
| --------- | -- | - | - | -- | --- | --- | --- | - | -- |
| 7ª        | 18 | 7 | 1 | 10 | 339 | 399 | -60 | 5 | 35 |

## Coppa Italia 2009-10

### Prima fase
| Incontro                           | Risultato |
| ---------------------------------- | --------- |
| Rugby Roma Olimpic — Petrarca      | 16-21     |
| Viadana — Rugby Roma Olimpic       | 32-6      |
| Rugby Roma Olimpic — Veneziamestre | 10-14     |
| L’Aquila — Rugby Roma Olimpic      | 22-10     |

#### Risultati della prima fase
| Posizione | G | V | N | P | PF | PS | DP  | B | Pt |
| --------- | - | - | - | - | -- | -- | --- | - | -- |
| 5ª        | 4 | 0 | 0 | 4 | 42 | 89 | -47 | 2 | 2  |

## European Challenge Cup 2009-10

### Prima fase
| Incontro                             | Andata | Ritorno |
| ------------------------------------ | ------ | ------- |
| Bayonne — Rugby Roma Olimpic         | 61-3   | 55-6    |
| Rugby Roma Olimpic — London Wasps    | 0-57   | 16-50   |
| Racing Métro 92 — Rugby Roma Olimpic | 62-0   | 53-3    |

#### Risultati della prima fase
| Posizione | G | V | N | P | PF | PS  | DP   | B | Pt |
| --------- | - | - | - | - | -- | --- | ---- | - | -- |
| 4ª        | 6 | 0 | 0 | 6 | 28 | 338 | -310 | 0 | 0  |